# Joy Division
Joy Division foi uma banda inglesa de rock, fundada em 1976, em Manchester. É notória por ser uma das bandas mais influentes da história da música, sendo uma das pioneiras do pós-punk e rock gótico. A banda encerrou suas atividades em 18 de maio de 1980 após o suicídio do vocalista e guitarrista ocasional, Ian Curtis. A banda também tinha como integrantes Bernard Sumner (guitarrista e tecladista, à época chamado Bernard Albrecht), Peter Hook (baixista e vocalista) e Stephen Morris (percussionista e baterista). Após o termino da banda, os três integrantes remanescentes formaram o New Order, alcançando maior sucesso comercial.
A característica mais marcante do Joy Division é sua sonoridade melancólica acompanhada de melodias com temas depressivos e cotidianos. As maiores influências musicais para o grupo foram os artistas de rock The Doors, Velvet Underground, David Bowie, The Stooges, Sex Pistols e Siouxsie and the Banshees; e a banda de música eletrônica Kraftwerk, que se tornou uma influência muito maior no New Order. Entre as suas influências literárias incluem-se os escritores Dostoiévski, William S. Burroughs, J.G. Ballard e T.S. Eliot.

## História

### Início

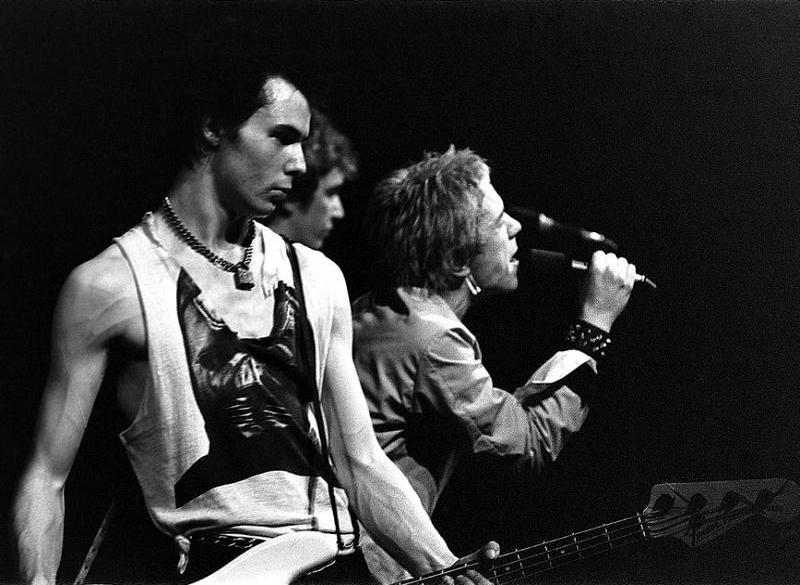
Sumner e Hook foram inspirados a formar uma banda depois de assistir a um show do Sex Pistols em julho de 1976.

Tudo começou quando a lendária banda de punk rock britânica Sex Pistols realizou um show no Lesser Free Trade Hall, em Manchester, no dia 20 de junho de 1976. Bernard Sumner, Peter Hook e o amigo Terry Mason estavam no show e decidiram montar uma banda. Bernard tinha uma guitarra, Peter Hook resolveu comprar um baixo e Terry foi escalado como baterista, embora não tivesse muita intimidade com o instrumento. Faltava apenas um vocalista, e Ian Curtis, que também estava neste show dos Pistols, acompanhado da esposa Deborah (eles se casaram em Agosto de 1975) foi o escolhido.
O primeiro nome da banda era Warsaw, inspirado numa música de David Bowie, "Warszawa", (do álbum Low). A banda Warsaw teve o seu primeiro concerto a 29 de Maio de 1977 como banda suporte das bandas Buzzcocks, Penetration e do poeta John Cooper Clarke no Electric Circus. Tony Tabac foi o baterista nesta apresentação, substituindo Terry Mason, que se tornaria empresário da banda nesta época. Tabac foi substituído no mês seguinte por Steve Brotherdale, integrante de uma banda de punk rock chamada Panik, que acompanhou a banda na gravação das primeiras canções, que ficaram conhecidas como The Warsaw Demo, em Julho de 1977. Por conta de seu temperamento agressivo, Brotherdale também foi dispensado. A banda, então colocou um anúncio em uma loja de discos, procurando por um baterista. Stephen Morris, que estudou no mesmo colégio que Curtis, foi o único que respondeu.
Já existindo uma banda de punk rock londrina chamada Warsaw Pakt, decidiram mudar o nome da banda para Joy Division nos finais de 1977. "Joy Division" era o nome de uma casa de prostituição extraída de um romance chamado The House Of Dolls, escrito por Yehiel De-Nur, em 1956. Esse nome teve origem nos campos de concentração nazistas, e servia justamente para designar a área reservada às prisioneiras judias que eram oferecidas sexualmente aos soldados nazistas durante a Segunda Guerra Mundial.

### Mudança de nome e temática musical
O seu primeiro trabalho de estúdio, já com o nome Joy Division escolhido como o definitivo foi o EP An Ideal for Living (1978), que ainda tinha forte influência do movimento punk. Durante um show em um clube de Manchester, em 14 de abril, o grupo chamou a atenção do empresário Tony Wilson e de Rob Gretton, DJ que trabalhava no local. Curtis repreendeu Wilson por não colocar a banda em seu programa na extinta Granada Television, So It Goes, então Wilson respondeu que o Joy Division seria a próxima banda que ele iria mostrar na televisão. Terry Mason, que tinha assumido o papel de gerente, estava tendo muitas dificuldades para agendar shows. Então, Rob Gretton tornou-se o empresário do Joy Division. Após entrarem para a editora independente Factory Records, de Wilson, foi contratado o produtor Martin "Zero" Hannett, que conduziu a gravação do seus dois álbuns de estúdio e influenciou a sonoridade da banda ao introduzir efeitos electrónicos nas músicas. Em princípio, o resultado desagradou Bernard e Peter, que preferiam um estilo mais punk, mas teve o respaldo de Curtis. As invenções de Hannett deram certo, e logo toda a banda passou a flertar com a sonoridade electrónica. Em consequência, os Joy Division são tidos até hoje como referência pioneira ao som new wave da primeira metade dos anos 80.

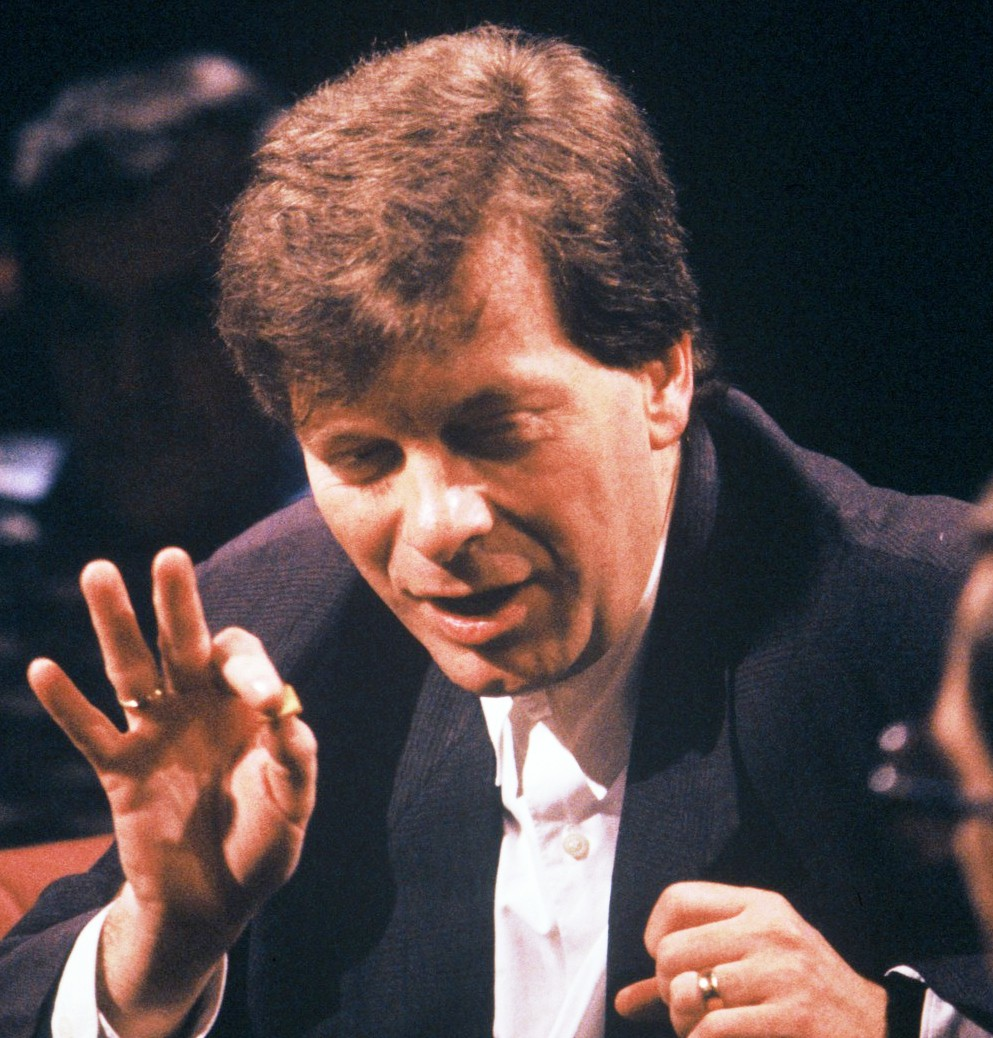
O empresário e personalidade televisiva de Manchester, Tony Wilson contratou Joy Division para a sua gravadora Factory Records.

No final deste ano, a banda estava em negociações com a RCA para a gravação de um álbum. Mas após desaprovarem o resultado das sessões de estúdio, continuaram na Factory. No dia 27 de dezembro, após o primeiro concerto em Londres, na volta para casa, Ian teve seu primeiro ataque epilético conhecido e foi levado para um hospital.
Após as músicas "Digital" e "Glass" terem sido lançadas numa colectânea da editora da banda, chamada A Factory Sample, veio o primeiro álbum da banda, Unknown Pleasures (1979). O disco causou grande alvoroço entre o público e a crítica, devido à sua sonoridade soturna e às letras intimistas. Destaque para as faixas "She's Lost Control", "Shadowplay", "Disorder" e "New Dawn Fades". Ainda em 1979, eles lançaram seu o primeiro single, "Transmission", relativamente famoso em razão da performance que a banda fez em um programa de televisão da BBC2, Something Else, que foi ao ar no dia 15 de setembro de 1979. Essa foi a única apresentação televisiva da banda transmitida em rede nacional. As duas primeiras apresentações foram em programas regionais na Granada TV, de Tony Wilson. A primeira, em 20 de setembro de 1978, eles tocaram "Shadowplay" no programa Granada Reports, e a segunda, em 20 de julho de 1979, a música tocada foi "She's Lost Control", no programa What's On.
No ano seguinte, o quadro clínico de Ian piorou, houve o agravamento de sua epilepsia, com crises cada vez mais frequentes e o aumento dos problemas conjugais. Ainda assim, o Joy Division pôde gravar, em Março, o álbum Closer. No final de Abril, foi lançado o flexi disc de "Komakino" e também o compacto 7" de "Love Will Tear Us Apart", que viria a ser a música mais conhecida do conjunto, permanecendo ainda hoje com o fulgor e a excitação que provocou outrora.

### Suicídio de Curtis e lançamentos póstumos
Ian Curtis cometeu suicídio em 18 de maio de 1980, um dia antes da viagem do Joy Division para os Estados Unidos, onde fariam sua primeira turnê internacional. Devido a problemas na tiragem, Closer tornou-se um álbum póstumo, só sendo lançado em  julho. Neste LP, eles se superaram, com composições que viriam a influenciar quase todo o pós-punk. Os temas mais elogiados foram "Isolation", "Passover", "Heart and Soul" e "Twenty Four Hours". Aliás, o disco conseguiu chegar ao 6.º lugar dos tops ingleses e liderou as paradas alternativas.
Em setembro de 1980, a começar pelos single "Atmosphere" / "She's Lost Control" (sendo esta refeita, com uma levada mais dançante), vieram os lançamentos póstumos. No ano seguinte, veio o duplo Still, com várias sobras de estúdio e o registro do último concerto do Joy Division. Substance (1988) é uma coletânea de singles e lados B. Permanent, editado sete anos depois, compilou 15 clássicos, mais uma regravação de Love Will Tear Us Apart. Heart and Soul é uma caixa com 4 CDs, que reúnem praticamente tudo que eles gravaram.
Alguns meses depois do suicídio do vocalista Ian Curtis, os outros membros da banda formaram o New Order.

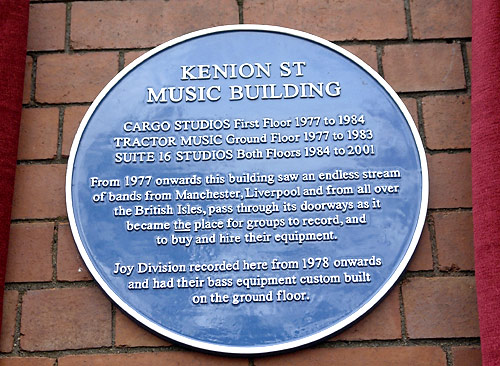
Uma Blue plaque em homenagem a banda no Kenion St Music Building, localizada em Rochdale.

A influência do quarteto no rock mundial permanece, como provam bandas como Editors, Plus Ultra, Interpol e Franz Ferdinand, She Wants Revenge, The Killers (que inclusive têm "Shadowplay" como faixa do álbum Sawdust), além de serem grandes ídolos de outros artistas, como Trent Reznor, o homem Nine Inch Nails, Thom Yorke do Radiohead, Billy Corgan dos Smashing Pumpkins e no Brasil o falecido líder da banda Legião Urbana, Renato Russo.

## Estilo musical
Os membros do Joy Division foram influenciados por artistas que eles acreditavam transpor algumas verdades sobre o sistema em que viviam, dentre esses encontramos The Doors, Velvet Underground, David Bowie, Sex Pistols e Iggy Pop, bem como Kraftwerk, banda que posteriormente se tornou uma influência muito maior para o New Order. Eles também citaram Siouxsie and the Banshees como uma de suas principais influências pela maneira incomum de tocar bateria e tocar baixo.
O Joy Division começou tocando Punk Rock mas evoluiu para o Pós-Punk logo no primeiro álbum. A sonoridade do grupo passou a ser muito criativa e melancólica. O crítico Simon Reynolds afirmou que "A originalidade do Joy Division tornou-se realmente evidente quando suas músicas ficaram mais lentas." Na descrição de Reynolds "O baixo de Peter Hook era responsável pela melodia, a guitarra de Bernard Sumner preenchia as lacunas ao invés de encher o som do grupo com riffs densos e a bateria de Stephen Morris parecia circular o contorno de um cratera." Sumner também descreveu o som característico da banda, em 1994: "Ele saiu naturalmente: Eu trabalhava mais com ritmo e acordes, e o Hook com melodia. Ele costumava tocar o baixo muito alto porque eu gostava que minha guitarra soasse distorcida, e o amplificador que eu tinha só funcionava no volume máximo. Quando Hook tocava o baixo, ele não podia ouvir a si mesmo. Steve tem seu próprio estilo de tocar, que é diferente dos outros bateristas. Para mim, o baterista em uma banda é o relógio, mas Steve não seria o relógio, porque ele é passivo: ele seguia o ritmo da banda, o que nos deu a nossa vantagem própria". O timbre vocal de Ian Curtis não era dotado de muita técnica mas isso não o impediu de cantar em um baixo-barítono influenciado por um dos artistas que mais prestigiava, Jim Morrison (The Doors).
Bernard Sumner atuou como diretor musical não-oficial da banda, um papel que ele transitou para o New Order. Enquanto Sumner era o guitarrista principal do grupo, Curtis tocou o instrumento em algumas músicas gravadas e durante alguns shows. Curtis odiava tocar guitarra, mas a banda insistiu que ele fizesse isso. Sumner disse, "Ele tocava de forma bastante bizarra, o que para nós foi interessante, porque ninguém mais iria tocar como Ian". Durante as sessões de gravação de Closer, Sumner começou a usar sintetizadores construídos por ele mesmo e Hook começou a usar também um baixo de seis cordas para intensificar a melodia do grupo.
Ian Curtis escrevia letras freneticamente, então ele primeiro ouvia o som instrumental feito pelos outros integrantes e depois inseria as letras mais adequadas. Palavras como "escuridão, pressão, frieza, fracasso, crise, colapso, perda de controle" se repetem nas canções do grupo. As letras de Curtis tratavam de temas depressivos e cotidianos. Os outros integrantes da banda afirmam que as letras refletiam profundamente a vida pessoal dele mas que só perceberam isso depois que ele se suicidou, o que trouxe muito arrependimento a eles. O musicólogo Robert Palmer escreveu na revista Musician que os escritos de William S. Burroughs e J.G. Ballard eram "influências óbvias" para Curtis, e Morris também se lembrou do cantor lendo T.S. Eliot.
O produtor Martin Hannett ajudou muito o Joy Division a desenvolver sua identidade sonora. Hannet teve como objetivo criar um som mais expansivo nos registros do grupo, colaborou bastante na inserção de elementos eletrônicos e deu destaque na “separação do som limpo e claro”, não só para instrumentos individuais, mas mesmo para peças individuais na bateria de Morris.

## Origem dos nomes
- Stiff Kittens

Este nome foi sugerido a Ian Curtis por Richard Boon, empresário dos Buzzcocks, mas a banda o odiou justamente por soar como o nome de um conjunto punk qualquer. À revelia dos integrantes da banda, os membros dos Buzzcocks puseram o nome Stiff Kittens nos cartazes e nos flyers que anunciavam o concerto que fariam juntos no dia 29 de Maio de 1977 e, por essa razão, muitas pessoas acreditam que esta denominação foi utilizada nessa única ocasião, o que não é verdade. Quando subiram ao palco, o grupo se apresentou à plateia como Warsaw. Portanto, é falsa a afirmação de que algum dia fizeram uso do nome Stiff Kittens.
- Warsaw

A banda foi inspirada pela música "Warszawa", do álbum Low de David Bowie, em português significa Varsóvia (capital da Polónia). Porém uma banda de punk rock londrina, Warsaw Pakt lançou o seu primeiro álbum em Novembro de 1977, então eles decidiram mudar de nome para evitar alguma confusão.
- Joy Division

Em Dezembro de 1977 eles decidiram o seu nome definitivo. O nome veio do livro The House of Dolls, de Karol Cetinsky. Nesse livro Joy Division (Divisão da Alegria) é o nome dado para a área onde as mulheres judias eram mantidas prisioneiras e "oferecidas" sexualmente aos oficiais nazistas.

## Membros
- Ian Curtis - Vocal, Guitarra (1976 - Maio de 1980)
- Bernard Sumner - Guitarra, Teclado (1976 - Maio de 1980), à época chamado Bernard Albrecht
- Peter Hook - Baixo (1976 - Maio de 1980)
- Stephen Morris - Bateria (Agosto de 1977 - Maio de 1980)

### Ex-membros
- Terry Mason - Bateria (meio de 1976 - Maio de 1977)
- Tony Tabac - Bateria (Maio - Junho de 1977)
- Steve Brotherdale - Bateria (Junho - Agosto de 1977)

## Discografia
- Unknown Pleasures - 1979
- Closer - 1980
- Preston 28 February 1980 - 1999 (Ao Vivo)

## Outros
- New Order, banda formada por Bernard Sumner, Peter Hook e Stephen Morris, após o fim do Joy Division
- 24 Hour Party People - Filme sobre a Factory Records, possui muitas cenas sobre os Joy Division
- Curtis, Deborah. Touching from a Distance: Ian Curtis and Joy Division - Lançado oficialmente em 1995, possui uma versão em português de Portugal chamada Carícias Distantes, em 2009 o livro foi lançado Brasil
- "The House Of Dolls", livro que inspirou o nome Joy Division
- Control - Filme baseado no livro de Deborah contando a vida de Ian do Joy Division. Foi lançado em 2007. Em película preta-e-branca, teve a direção de Anton Corbijn, o fotógrafo responsável pela maioria das (poucas) sessões de foto da banda.
- Joy Division - Documentário realizado por Grant Gee [2007, 93'], com entrevistas aos membros da banda.